# Last Melody
Last Melody — третій сингл-альбом південнокорейського дівчачого гурту Everglow. Реліз відбувся 18 травня 2021 під лейблом Yuehua Entertainment. Сингл-альбом складається з трьох треків: «First», «Don't Ask Don't Tell» та «Please Please».

## Передумови та реліз
6 травня 2021, Yuehua Entertainment анонсували що 25 травня Everglow випустять сингл-альбом. 17 травня анонсували список пісень. Наступного дня, компанія випустила тизер відео. 21 травня вийшло відеопопурі. 25 травня вийшов альбом, разом з музичним відео до титульного сингла «First».

## Комерційний результат
Last Melody дебютували на 4 місці у південнокорейському Gaon Album Chart.

## Просування
Відразу після релізу альбому, гурт виступив з головним синглом «First» на шістьох музичних програмах: 27 травня — Mnet M Countdown, 28 травня на KBS2 Music Bank, 29 травня на MBC Show! Music Core, 30 травня на SBS Inkigayo та 1 червня на SBS MTV The Show, де вони отримали перше місце та 2 червня на MBC Show Champion.

## Список пісень
| Список пісень Last Melody | Список пісень Last Melody | Список пісень Last Melody                          | Список пісень Last Melody                                                                        | Список пісень Last Melody | Список пісень Last Melody |
| #                         | Назва                     | Автор слів                                         | Автор музики                                                                                     | Аранжування               | Тривалість                |
| ------------------------- | ------------------------- | -------------------------------------------------- | ------------------------------------------------------------------------------------------------ | ------------------------- | ------------------------- |
| 1.                        | «First»                   | Park Hee-ah Yoo Ga-young 72 (lyrical station no_9) | Hayley Aitken Olof Lindskog Gavin Jones 72 (lyrical station no_9)                                | OLLIPOP                   | 3:32                      |
| 2.                        | «Don't Ask Don't Tell»    | I Seu-ran 72 (lyrical station no_9)                | Melanie Fontana Michel "Lindgren" Schulz Mario Marchetti Gino Barletta 72 (lyrical station no_9) | Lindgren                  | 3:28                      |
| 3.                        | «Please Please»           | I Bo-ah 72 (lyrical station no_9)                  | Lukas Hällgren Jon Hällgren Maria Marcus                                                         | Maria Marcus              | 4:01                      |
| 11:02                     |                           |                                                    |                                                                                                  |                           |                           |

## Номінації
| Програма           | Дата          | Прим.  |
| ------------------ | ------------- | ------ |
| The Show (SBS MTV) | 1 червня 2021 | [ 14 ] |

## Чарти
| Чарт (2021)                | Пікова позиція |
| -------------------------- | -------------- |
| South Korean Albums (Gaon) | 4              |

## Історія релізу
| Регіон         | Формат                       | Лейбл                            |
| Південна Корея |                              |                                  |
| -------------- | ---------------------------- | -------------------------------- |
| Південна Корея | CD                           | Yuehua Stone Music Entertainment |
| Інші           | Завантаження музики стримінг | Yuehua Stone Music Entertainment |